# Gonomyia tatei
Gonomyia tatei là một loài ruồi trong họ Limoniidae. Chúng phân bố ở miền Australasia.